# Georg Gunter
Georg Gunter (* 4. April 1930 in Ratibor, Oberschlesien; † 29. Oktober 2008 in Oberkochen, Baden-Württemberg) war ein schlesischer Historiker und Schriftsteller. 

## Werk
Besonders bekannt ist sein 1974 erschienenes Buch Letzter Lorbeer über die Kämpfe in Oberschlesien von Januar bis Mai 1945. Es erfuhr  Übersetzungen ins Englische (Last laurels: the German defence of Upper Silesia, January-May 1945, Helion & Co., 2002, ISBN 1-87462265-5) und ins Polnische (Ostatni wawrzyn. Geneza i dzieje walk na Górnym Śląsku od stycznia do maja 1945 roku, Wydawnictwo Napoleon V, Oświęcim 2019, ISBN 978-83-7889-857-3).

### Bücher (Auswahl)
- Letzter Lorbeer. Vorgeschichte. Band 39 von Veröffentlichung der Oberschlesischen Studienhilfe e.V, J. G. Bläschke Verlag, Darmstadt 1974, ISBN 3-87561-319-8.
- Letzter Lorbeer. Geschichte der Kämpfe in Oberschlesien von Januar bis Mai 1945. Laumann Verlagsgesellschaft; 7. Auflage, Dülmen 2006, ISBN 3-89960-284-6.
- Die deutschen Skijäger: Von den Anfängen bis 1945, Edition Dörfler im Nebel-Verlag, Utting 2005, ISBN 3-89555-334-4.